# Hrólfr Kraki
No confundir con Hrólfr Helgasson.
Hrólfr Kraki Helgasson, también llamado Hroðulf, Rolfo, Roluo o Rolf Krage (n. 596), fue un legendario rey vikingo de Dinamarca durante la Era de Vendel a principios del siglo VII. La fecha nunca ha sido cuestionada ni ha sido motivo de controversia, y se deduce de las propias fuentes primarias y de la fecha de la incursión en Frisia de las tropas de Hygelac, caudillo vikingo de los gautas: alrededor de 516. También se sustenta en las excavaciones arqueológicas de los montículos de Eadgils y Ohthere en Suecia. Hrólfr Kraki aparece como personaje en la tradición literaria anglosajona y la literatura medieval escandinava. En proto-nórdico, su nombre era *Hrōþiwulfaz, que significa «lobo famoso».
Ambas tradiciones lo describen como un eskildingo (Skjöldung), sobrino de Hroðgar y nieto de Healfdene, donde el anglosajón Beowulf y Widsith no van más allá de la relación con Hroðgar y su animosidad con Frode e Ingeld, las fuentes escandinavas amplían la información como rey en Lejre y su relación con Halga, hermano de Hroðgar. En Beowulf y Widsith, nunca se menciona que Hroðgar y Hroðulf como tío y sobrino respectivamente, pero en la tradición escandinava, Helga engendró a Hroðulf forzando a Yrsa sin saber que era su hija.

## Beowulf
El poema Beowulf presenta a Hroðulf como lugarteniente y mano derecha de Hroðgar. Más tarde, el texto explica que Hroðulf es el sobrino de Hroðgar y que "uno confiaba en el otro". Hroðgar tiene trillizos, dos hermanos, Heorogar y Halga y una doncella sin nombre, todos hijos de Healfdene y pertenecientes a la casa real de los Skjöldung o Scylding. El poema no especifica cual de los trillizos es ancestro directo de Hroðulf, pero tradiciones escandinavas tardías aclaran que es Halga.
Hroðgar y la reina Wealhþeow tuvieron dos hijos, Hreðric y Hroðmund, y Hroðulf sería el guardián en el caso de que Hroðgar muriese. En un pasaje deliberadamente irónico sucede que la reina cree a Hroðulf sin sospechar que él asesinará a sus hijos para reclamar el trono en su nombre:
| --Ic minne can glædne Hroðulf, þæt he þa geogoðe wile arum healdan, gyf þu ?r þonne he, wine Scildinga, worold ofl?test; wene ic, þæt he mid gode gyldan wille uncran eaferan, gif he þæt eal gemon, hwæt wit to willan and to worð-myndum umbor wesendum ?r arna gefremedon. | --Por la gracia yo juzgo a mi Hrothulf, deseando sostener y gobernar noblemente a nuestros jóvenes, si usted cede primero, príncipe de Scyldings, su parte en el mundo. Yo confío con bondad que él corresponderá bien descendiente de nosotros, cuando todo lo que importa que por él hicimos en sus días indefensos de regalo y gracia para cederle Honor! |  |

No hay evidencias de ningún Hreðric o Hroðmund, hijos de Hroðgar, que sobrevivieran en las fuentes escandinavas (aunque se sugiere que Hreðric puede ser la misma persona que Hroerekr/Roricus, un rey danés que generalmente se describe como hijo o sucesor de Ingeld. Este Hroerekr se cita algunas veces como víctima de Hrólfr, que lo asesinó, justificando el presagio en Beowulf.
Los Scylding estaban en conflicto con otro clan nórdico o grupo tribal llamado Heaðobard y liderados por el rey Froda y su hijo Ingeld. Es en relación con esta guerra que se menciona a Hroðulf en otra fuente anglosajona, el poema Widsith donde también aparece como personaje.

## Widsith
El poema Widsith también menciona a Hroðgar y Hroðulf, pero indica que la enemistad con Ingeld no finaliza hasta que el último es derrotado en Heorot:
| Líneas 45–59:                           |                                              |
| Hroþwulf ond Hroðgar heoldon lengest    | Hroðulf y Hroðgar mantienen la más larga     |
| sibbe ætsomne suhtorfædran,             | paz juntos, tío y sobrino,                   |
| siþþan hy forwræcon wicinga cynn        | desde que rechazaron su vínculo vikingo      |
| ond Ingeldes ord forbigdan,             | e Ingeld a punta de flecha hizo su arco,     |
| forheowan æt Heorote Heaðobeardna þrym. | tallado en Heorot, el ejército de Heaðobard. |

Esta cita sugiere que el conflicto era bien conocido en la Inglaterra anglosajona, la rivalidad entre los "Scylding" Hroðgar y Hroðulf por un lado, y los "Heaðobard" Froda e Ingeld por otro lado. Este conflicto también aparece en fuentes escandinavas, pero en la tradición nórdica los "Heaðobards" aparentemente había sido olvidado y en su lugar se mantiene una discusión y enemistad familiar (véase Hrólfs saga kraka y saga Skjöldunga).

## Chronicon LethrenseyAnnales Lundenses
Chronicon Lethrense y su apéndice, los Annales Lundenses mencionan que tell Haldan (Healfdene) tuvo dos hijos, Helghe (Halga) y Ro (Hroðgar). Al morir Haldan ya anciano, Helghe y Ro dividen el reino y mientras Ro gobierna la tierra, Helghe gobierna el mar. Un día, Helghe llegó hasta Halland/Lolland y se acostó con Thore, la hija de uno de los granjeros de Ro. Como resultado, nace una hija llamada Yrsa. Mucho más tarde, Helghe conoce a Yrsa, y sin saber que es su propia hija la deja embarazada de Rolf. Cuando Helghe se entera de que Yrsa es su hija, avergonzado, zarpa hacia oriente y se suicida.
Con ambos caudillos Helghe y Ro muertos, un rey sueco llamado Hakon en el Chronicon Lethrense o Athisl en los Annales Lundenses – corresponde a Eadgils – obligan a los daneses a aceptar a un perro como rey. La sucesión del rey Can recae en Rolf Krage que era un gran hombre, en cuerpo y alma, y tan generoso que nadie debía pedirle nada dos veces. Su hermana Skulda casó con Hartwar o Hiarwarth (Heoroweard), un jarl alemán de Skåne, en contra de la voluntad de su hermano, pero según se dice Rolf concedió a Skulda junto con Suecia. Hartwar llegó a Selandia con un gran ejército diciendo que quería ofrecer un tributo a Rolf, pero le mató junto a casi todo su séquito armado, solo sobrevivió Wigg, que jugó su papel hasta que llegó el momento de rendir pleitesía y atravesó al alemán con su espada, así Hartwar fue rey por un día.

## Gesta Danorum
El Libro 2 de Gesta Danorum de Saxo Grammaticus contiene superficialmente la misma información que Chronicon Lethrense y Annales Lundenses, por ejemplo que Ro (Hroðgar) y Helgo (Halga) eran hijos de Haldanus (Healfdene). Cuando Haldanus murió anciano, Ro gobernó la tierra y helgo los mares. Un día durante sus incursions vikingas, Helgo llegó a Thurø, donde encontró y forzó a una joven llamada Thora, y de ese acto nació Urse (Yrsa). Cuando Helgo regresó a Thurø años más tarde Thora se vengó de la pérdida de su virginidad enviando a Urse ante la presencia de Helgo quien, desconociendo su identidad, también la forzó y de esta segunda violación nació Roluo, un hombre física y mentalmente dotado y tan valiente como alto. Tras algún tiempo Helgo repelió una invasión de los suecos, vengando a Ro matando al rey sueco Hothbrodd, obligando a los suecos a pagar tributo. No obstante, se suicidó debido a la vergüenza de sus actos incestuosos con Urse. Roluo le sucedió.
El Nuevo rey de Suecia, Athislus (Eadgils), pensó que el tributo a los daneses debería ser menor si se casaba con la madre del rey y tomó a Urse como reina. No obstante, tras cierto tiempo, Urse estaba tan descontenta por la codicia del rey sueco que ideó un ardid para escapar y al mismo tiempo, liberar al rey de su riqueza. Ella animó a Athislus a rebelarse contra Roluo, y dispuso todo para invitar a Roluo y agasajarlo con una gran cantidad de presentes. Durante el banquete Roluo no es reconocido por su madre al principio, pero cuando su afición fue comentado por Athisl, el rey sueco y Roluo apostaron que Roluo debería probar su resistencia; Roluo se colocó frente a una hoguera que lo expuso a un gran calor, y lo apagó. Roluo fue recompensando por su fortaleza.
Al finalizar el banquete, que duró tres días, Urse y Roluo escaparon de Upsala al amanecer en carruajes donde previamente habían dispuesto todo el tesoro del rey sueco. Con el fin de disminuir su carga, y para mantener ocupados a los guerreros que los perseguían, dispersaron oro por todo el camino (en la obra, se conoce como "la siembra de Fýrisvellir"), aunque hubo un rumor de que ella sólo lanzaba cobre dorado. Cuando Athislus, que también perseguía a los fugitivos, vio un anillo precioso en el suelo, se agachó para recogerlo. Roluo se complace al ver al rey de Suecia postrado, y escapó en los barcos con su madre.
Un joven llamado Wigg estaba impresionado con la fuerza y el enorme cuerpo de Roluo, le apodó Krage, que significa un alto tronco tallado usado como escalera. A Roluo le gustó el apodo y regaló al muchacho un brazalete pesado. Wigg, juró a Roluo venganza si alguien osara matarle.
Roluo derrotó más tarde a Athislus y cedió el gobierno de Suecia a un joven llamado Hiartuar (Heoroweard), que casó con la hermana de Roluo Skulde. Pero Skulde no estaba contenta con el hecho que su marido hubiese de pagar impuestos a Roluo y animó a Hiartuar a la rebelión. Ambos fueron a Lejre (una ciudad que Roluo había fundado) con armas escondidas en las naves, con la excusa que iban a pagar su tributo.
Fueron bien recibidos, pero tras el banquete, cuando la mayoría estaban bebidos y durmiendo, los suecos y gautas comenzaron la matanza, aniquilando a todo el que encontraban en la residencia de Roluo. Tras una intensa batalla, donde participó el campeón real Bödvar Bjarki, que luchó tomando forma de oso mientras dormía hasta que le despertó su camarada de armas Hjalti, los suecos vencieron y Roluo fue asesinado.
Hiartuar preguntó a Wigg si quería luchar por él, y Wigg accedió. Hiartuar quiso darle una espada a Wigg, pero el insistió en que se lo diera por la empuñadura. Tomando la espada por el puño, inmediatamente atravesó a Hiartuar y vengó a Roluo. Suecos y gautas se abalanzaron y mataron a Wigg. El rey sueco Höðr (figura basada en el dios nórdico), hermano de Athislus, sucedió a Roluo y se convirtió en rey de Suecia y Dinamarca.

## Saga de Hrólfr Kraki
En la saga de Hrólfr Kraki, Halfdan (Healfdene) tuvo tres hijos, dos varones Helgi (Halga) y Hróarr (Hroðgar), y una hembra Signý. La hermana era la mayor y casó con el jarl Sævil, con quien tuvon un hijo llamado Hrókr. Halfdan fue asesinado por su propio hermano Fróði (Froda) y los dos hermanos buscaron refugio en una isla bajo el amparo de un hombre llamado Vivil, esperando la oportunidad de vengar a su padre y matar a Fróði.
Mientras Hróarr se desplazó al reino de Northumbria y casó con la hija del rey, Helgi (Halga) fue al reino de los sajones para cortejar a la reina guerrera Oluf, pero ella no estaba interesada y humilló a Helgi afeitando su cabeza, cubriendo su cuerpo con alquitrán mientras dormía y devolviéndole a su nave. Algún tiempo después, Helgi regresó y mediante un ardid, secuestró a la reina y la retuvo por un tiempo durante el cual la dejó embarazada.
Al regresar a su reino, la reina tuvo a su retoño, una niña llamada Yrsa como su perro. Yrsa vivió forzada como una pastora hasta los 12 años, y conoció a su padre Helgi quien se enamoró de ella, sin saber que era su hija. Oluf mantuvo silencio sobre el parentesco y vio cumplida su venganza cuando Helgi casó con su propia hija. Helgi y Yrsa tuvieron un hijo, Hrólfr.
Sabiendo que Helgi e Yrsa vivían felices juntos, la reina Oluf viajó a Dinamarca para contarle a su hija la verdad. Yrsa quedó conmocionada y aunque Helgi quería su relación para permanecer como era, Yrsa insistió en dejarle y que viviera solo. Más tarde fue tomada por el rey sueco Aðils (Eadgils), como su reina, lo que hizo aún más infeliz a Helgi. Helgi fue a Upsala para recuperarla, pero fue asesinado por Aðils en el campo de batalla. En Lejre, le sucedió su hijo Hrólfr.
Hrólfr reunió rápidamente a doce grandes berserkers: Hrómundr harði, Hrólfr skjóthendi, Svipdagr, Beigaðr, Hvítserkr inn hvati, Haklangr, Harðrefill, Haki inn frækni, Vöttr inn mikilaflaði, Starólfr, Hjalti inn hugprúði y Bödvar Bjarki.
Después de algún tiempo, Bödvar Bjarki animó a Hrólfr para ir a Upsala y reclamar el oro que Aðils había conseguid de Helgi como botín de guerra. Hrólfr partió con 120 hombres y sus doce berserkers y durante un descanso en el camino fueron probados por un granjero llamado Hrani (que era Odín disfrazado) y avisó a Hrólfr que retirase a su ejército a excepción de los doce bersekers porque el número no le daría el triunfo contra Aðils.
Al principio fueron bien recibidos, pero en su salón, Aðils hizo lo posible para detener la Hrólfr con trampas de pozo y guerreros emboscados que atacaron a los daneses. Por último Aðils les entretuvo al ponerlos a prueba donde tuvieron que soportar un inmenso calor por fuego. Hrólfr y sus berserkers finalmente hartos y tiraron a los cortesanos a la hoguera. El rey sueco escapó y desapareció a través de un tronco de árbol hueco que se encontraba en su salón.
Yrsa amonestó Aðils por querer matar a su hijo y fue al encuentro de los daneses. Ella les trajo a un hombre llamado Vöggr para entretenerlos. Vöggr comentó que Hrólfr tenía la cara fina como un poste de una escalera, un  Kraki. Feliz con su nuevo apodo Hrólfr dio a Vöggr un anillo de oro y Vöggr juró vengar la muerte de Hrólfr si alguien quisiera matarlo. Hrólfr y su compañía, a continuación, fueron atacados por un troll en la forma de un jabalí que estaba al servicio de Aðils, pero el perro de Hrólfr, Gram, lo mató.
Luego descubrieron que Aðils había incendiado el salón, y al escapar, se encontraron rodeados por guerreros fuertemente armados fuera. Después de una pelea, rey Aðils se retiró para buscar refuerzos.
Yrsa proporcionada entonces su hijo con un cuerno para beber de plata, lleno de oro y joyas y un anillo famoso, Svíagris. A continuación, le dio a Hrólf y sus hombres doce de los mejores caballos del rey de Suecia y las armaduras y provisiones que necesitaban.
Hrólfr tuvo una despedida afectuosa de su madre y partió a Fyrisvellir. Cuando vieron Aðils y sus guerreros que eran perseguidos, lanzaron el extendió el oro tras de sí mismos. Aðils vio su precioso Svíagris sobre el terreno y se detuvo a recogerlo con su lanza, Hrólf le parte la espalda con su espada y gritó como señal de triunfo que él había partido la espalda del hombre más poderoso en Suecia.
Hrólfr vivió en paz durante algún tiempo. Sin embargo, su hermanastra Skuld (que era una peredhil), se casó con Hjörvarðr (Heoroweard) uno de los caudillos de Hrólfr, y ella empezó a instigar con su marido en contra de Hrólfr. Bajo el pretexto de que podrían esperar tres años antes de pagar el tributo adeudado al mismo tiempo, Skuld reunió un gran ejército que incluía fuertes guerreros, criminales, elfos y nornas. Ella utilizó el seiðr (brujería) para ocultar la gran alianza contra Hrólfr y sus campeones.
Luego llegaron a Lejre en tiempo de Yule para las celebraciones de invierno, con todas las armas escondidas en vagones. Comenzó la lucha y como en el relato que aparece en Gesta Danorum, Bödvar Bjarki luchó en la forma del espíritu de un oso hasta que fue despertado por Hjalti. Mientras Skuld utiliza su brujería para resucitar a sus guerreros caídos y después de una larga batalla, Hrólfr y todos sus berserkers cayeron.
Skuld se convirtió en gobernante de Dinamarca, pero no gobernó bien. Los hermanos de Bödvar Bjarki, Elk-Froði y Þorir Houndsfoot fueron a Dinamarca para vengar la muerte de su hermano. La reina sueca Yrsa les dio un gran ejército sueco liderado por Vöggr. Capturaron a Skuld antes de que ella pudiera utilizar su magia y la torturaron hasta la muerte. Entonces erigió un montículo funerario para Hrólfr Kraki donde fue enterrado junto con su espada Skofnung.

## Saga Skjöldunga
La saga Skjöldunga menciona a Helgo (Halga) como rey de Dinamarca gobernando en diarquía junto a su hermano Roas (Hroðgar). Helgo forzó a Olava, reina de los sajones, y da a luz una hija llamada Yrsa. La muchacha casó con el rey Adillus (Eadgils), monarca de Suecia, con quien tuvo una hija llamada Scullda.
Años más tarde, Helgo ataca Suecia y captura a Yrsa, desconociendo que era su propia hija. La fuerza y luego la devuelve a Dinamarca, donde nace Rolfo fruto de la violación. Después de algunos años, la madre de Yrsa (la reina Olava), fue a visitarla y le confiesa que Helgo es su padre. Horrorizada, Yrsa vuelve con Adillus, dejando a su hijo atrás. Helgo murió cuando Rolfo tenía ocho años de edad, sucediéndole en el trono y gobernando junto a su tío Roas. No pasó mucho tiempo hasta que los hermanastros de Roas, Rærecus y Frodo, le asesinan y así Rolfo se convierte en el único soberano de Dinamarca.
En Suecia, Yrsa y Adillus conciertan el matrimonio de Scullda con el rey de Öland, Hiørvardus (también llamado Hiorvardus o Hevardus, que corresponde a Heoroweard en Beowulf). Como su hermanastro Rolfo no fue consultado, enojado ataca Öland y convierte a Hiørvardus en vasallo y su reino tributando a Dinamarca.
Más tarde Adillus solicita a Rolfo ayuda contra el rey Ale (Onela) de Oppland, y Rolfo le envía a sus berserkers. Adillus gana la Guerra, pero rechaza pagar tributo por la ayuda prestada y Rolfo se desplaza a Upsala con el propósito de reclamar su recompensa. Sobrevive a las trampas de Adillus y escapa con su oro, ayudado por su madre Yrsa, y entierra el tesoro en Fyrisvellir.
Hiørvardus y su reina Skullda se rebelan contra Rolfo y lo matan. Por otra parte Hiørvardus no le sobreviviría mucho más. El primo del padre Rolfo, Rörek (llamado Hreðric en Beowulf), le sucede en el trono quien tuvo que ceder Skåne al rey Valdar y solo puso conservar Selandia.

## Skáldskaparmál
En Skáldskaparmál de Snorri Sturluson, la historia de Hrólfr Kraki se presenta como una forma de presentar el kenning Semilla de Kraki, como sinónimo de oro.
Snorri relata que Hrólfr era el más renombrado rey de Dinamarca por su valor, generosidad y gentileza. Un día, un muchacho llamado Vöggr se presenta y manifiesta su sospresa que tal gran rey parecía un tramo de una escalera (kraki). Hrólfr dijo entonces que Vöggr le había dado el apodo y le recompensó con un anillo de oro. En gratitud el muchacho juró que vengaría a Hrólfr si alguna vez lo matasen.
Un Segundo relato habla del rey de Suecia, Aðils (Eadgils), que estaba en Guerra contra un rey de Noruega llamado Áli (Onela), y lucharon en la Batalla en el lago helado de Vänern. Aðils estaba casado con Yrsa, la madre de Hrólfr y enviaron un embajador para solicitor ayuda a Hrólfr para luchar contra Áli. A cambio recibiría tres regalos valiosos en recompense. Hrólfr se implica en una Guerra contra los sajones y como no pudo participar en persona, envió a sus doce berserkers. Áli murió en el campo de batalla, Aðils obtiene el yelmo de Áli's Jabalí de Batalla y su caballo Raven. Los berserkers demandan tres libras de oro para cada uno, y pidieron poder escoger los obsequios prometidos a Hrólfr, que eran dos piezas de la armadura: el yelmo Jabalí de Batalla y la cota de malla Herencia de Finlandia, así como el famoso anillo de oro Svíagris. Aðils consideró el pago como desorbitado y no aceptó.
Cuando Hrólfr escuchó que Aðils rechazó pagar, partió hacia Gamla Uppsala. Llevó sus naves hasta el río Fyris y desde allí cabalgó directamente hasta llegar al salón del rey sueco con sus doce berserkers. Yrsa les dio la bienvenida y les llevó a su alojamiento. El fuego estaba listo para ellos y se les dio de beber. Sin embargo, había tanta madera ardiendo que la ropa de los guerreros prendió. Hrólfr y sus hombres se hartaron y lanzaron a los cortesanos al fuego. Yrsa llegó y le dio un cuerno lleno de oro, el anillo Svíagris y les rogó que huyeran. Se dirigieron a Fyrisvellir, vieron a Aðils y sus hombres persiguiéndoles. Los hombres que huían lanzaron su oro en la llanura por lo que dejarían de perseguirles para recogerlo. Aðils, sin embargo, continuó la persecución en su caballo Slöngvir. Hrólfr arrojó Svíagris y vio cómo Aðils se inclinaba para recoger el anillo con su lanza. Hrólfr exclamó que había visto al hombre más poderoso en Suecia doblar su espalda.

## Saga Ynglinga
La saga Skjöldunga fue usada como fuente por Snorri Sturluson para relatar la historia de Aðils (Eadgils) e Yrsa, en su saga Ynglinga, una parte de Heimskringla. Lo que sobrevive de la saga Skjöldunga es un resumen en latín, obra de Arngrímur Jónsson, y aunque ambas versiones son básicamente iguales, la versión de Arngrímur es más escueta.
Snorri cita que Aðils fue a saquear los sajones, cuyo rey era Geirþjófr y reina Alof la Grande. El rey y su consorte no estaban en el reino, por lo que Aðils y sus hombres saquearon su residencia tan fácilmente como conducir ganado, llevando a los cautivos a los barcos. Uno de ellos era una chica muy hermosa llamada Yrsa y Snorri escribe que pronto todo el mundo quedó impresionado con esa niña educada, bonita e inteligente. Más impresionado estuvo Aðils que la hizo su reina.
Algunos años después, Helgi (Halga), que gobernaba Lejre, atacó Suecia y capturó a Yrsa, la violó sin saber que era su propia hija, y la envió a Lejre donde tuvo a un hijo llamado Hrólfr. Cuando el muchacho cumplió tres años de edad, la madre de Yrsa (la reina Alof de Sajonia), la visitó y le confesó que su marido Helgi era su propio padre. Horrorizada, escapó y fue con Aðils, dejando a su hijo atrás, permaneciendo ella el resto de su vida en Suecia. Cuando When Hrólfr cumplió ocho años, Helgi murió en una expedición de guerra y Hrólf fue proclamado rey.
Snorri finaliza su relato mencionando que la saga Skjöldunga contiene una extensa historia sobre como Hrólf fue a Upsala y enterró oro en Fyrisvellir.

## Gróttasöngr
En Gróttasöngr contiene una estrofa (22) cantada por las gigantes Fenja y Menja. Nombra a Yrsa y la situación de Hroðulf como hijo y hermano, y la venganza de Fródi (Froda):
| Mölum enn framar. Mun Yrsu sonr, niðr Halfdanar, hefna Fróða; sá mun hennar heitinn verða burr ok bróðir, vitum báðar þat. | Dejen que podamos desgranar! Hijo de Yrsa Pariente de Hálfdan, vengar a Fródi: lo hará por ella se llama hijo y hermano: ambos lo sabemos. |

Esta sección no pertenece a la saga de Hrólfr Kraki donde Froda aparece como hermanastro de Healfdene, porque este Froda fue asesinado por Hroðgar. No obstante, se puede interpretar como la versión de la saga Skjöldunga donde el tío de Hroðulf, Hroðgar, murió en manos de su hermanastro Froda.

## Saga de Gautrek
Hrólfr Kraki aparece mencionado brevemente en la saga de Gautrek, escrita hacia 1300, cuando el aventurero Ref le obsequia con dos perros. A cambio por el regalo, Hrólfr le obsequia a su vez con un yelmo y una cota de malla, ambos hechos con oro rojo.

## Cultura popular
Johannes Ewald escribió sobre Rolf Krage (1770), basado en la versión de Saxo Grammaticus en Gesta Danorum; otro poeta danés Adam Oehlenschläger esc ribió el poema Helge: et Digt (1814).
Poul Anderson usó la historia para su novela Hrolf Kraki's Saga (1973). El relato de Anderson se inicia en generaciones anteriores y varía en algunos detalles a las citas medievales y aunque fue muy bienvenida por fanes amantes de la fantasía, fue muy criticada por su contenido en general, sobre todo en lo que respecta a sentimientos y motivaciones, que se alejan sustencialmente y son incompatibles con las tradiciones de las sagas nórdicas.
Un buque blindado de la marina real danesa, KMD Rolf Krake, llevó el nombre del personaje legendario.